# Cratere Pigalle
Pigalle  è un cratere sulla superficie di Mercurio.